# Staatsstreich in Mauretanien 2005
Der Militärputsch in Mauretanien 2005 (arabisch انقلاب 2005 في موريتانيا, en.: military coup, 2005 Mauritanian coup d’état) ereignete sich in Mauretanien am 3. August 2005. Der Präsident Maaouya Ould Sid’Ahmed Taya wurde von den Mauretanischen Streitkräften entmachtet und der Militärrat für Gerechtigkeit und Demokratie (CMJD, المجلس العسكري للعدالة والديمقراطية‎, DMG al-maǧlis al-ʿaskarī li-l-ʿadāla wa-d-dīmuqrāṭīya, franz. Conseil militaire pour la justice et la démocratie) unter Führung von Ely Ould Mohamed Vall übernahm die Macht, während Taya in Saudi-Arabien weilte, wo er an dem Begräbnis von König Fahd ibn Abd al-Aziz teilnahm. 
Im Zuge des Putsches wurde ein Verfassungsreferendum, die Parlaments- und die Präsidentschaftswahlen terminiert und die Putschisten versprachen, an keiner der Wahlen teilzunehmen. Die Militärregierung endete wie versprochen mit der Präsidentschaftswahl am 11. März 2007.

## Hintergrund

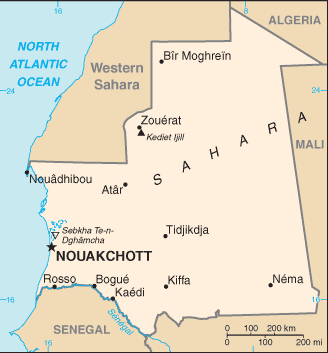
Karte von Mauretanien.

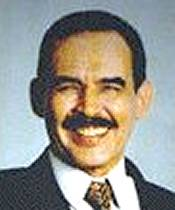
Präsident Ould Taya.

Maaouya Ould Sid’Ahmed Taya hatte über Mauretanien regiert, seit er im Dezember 1984 in einem unblutigen Putsch die Macht von Mohamed Khouna Ould Haidalla übernommen hatte. In Mauretanien war es dann bereits im Juni 2003 und im August 2004 zu Putschversuchen gekommen. Der Versuch von 2003 wurde von Saleh Ould Hanenna angeführt, und der Versuch vom August 2004 wurde angeblich von Armeeoffizieren angeführt, die derselben ethnischen Gruppe wie Hanenna entstammten. Motive für den Putsch waren unter anderem Tayas Anschluss an Amerika und die Tatsache, dass Mauretanien eines von nur drei Ländern in der arabischen Welt war, welches formelle diplomatische Beziehungen mit Israel aufnahm. Der Putsch war auch motiviert durch den Widerstand gegen Tayas Unterdrückung einiger Oppositionsparteien und seine militärischen Säuberungen.

## Ablauf des Putsches
Während Taya am 3. August 2005 an der Beerdigung von König Fahd von Saudi-Arabien teilnahm, umstellten Mitglieder der Präsidentengarde den Präsidentenpalast und andere wichtige Ministerien. In der gesamten Hauptstadt waren Schüsse zu hören, und die Straßen von Nouakchott wurden geräumt. Die Putschisten übernahmen auch die Kontrolle über staatliche Radio- und Fernsehsender. In einer offiziellen Ansage im mauretanischen Fernsehen erklärten die Putschisten: „Die Streitkräfte und Sicherheitskräfte haben einstimmig beschlossen, den totalitären Taten des abgesetzten Regimes, unter denen unser Volk in den letzten Jahren schwer gelitten hat, ein endgültiges Ende zu setzen“ („The armed forces and security forces have unanimously decided to put a definitive end to the totalitarian acts in the past few years of the defunct regime under which our people have suffered greatly in the last few years.“)

## Internationale Reaktionen
Im Inland wurde der Putsch von der Bevölkerung unterstützt, es wurden in der Hauptstadt Hup-Konzerte zur Unterstützung veranstaltet. Die Afrikanische Union äußerte sich besorgt und verurteilte alle Machtergreifungen. Der Generalsekretär der Vereinten Nationen, Kofi Annan, „war tief beunruhigt“ („was deeply troubled“) und erklärte, dass er den Disput friedlich gelöst haben wolle. Der damalige Präsident von Nigeria, Olusegun Obasanjo, verurteilte den Putsch und erklärte: „Die Tage der Duldung einer Militärregierung in unserer Subregion oder anderswo sind lange vorbei“ („the days of tolerating military governance in our sub-region or anywhere [are] long gone“).

## Nachwirkungen
Taya befand sich im Flugzeug zurück nach Mauretanien, als der Putsch stattfand und ihn zur Landung in Niger zwang. Schließlich gelangte er nach Katar und arbeitet heute als Lehrer an einer Militärakademie in Katar.
Nach dem Putsch forderte die Afrikanische Union eine Rückkehr zur „verfassungsmäßigen Ordnung“ in Mauretanien und suspendierte die Mitgliedschaft Mauretaniens in der Afrikanischen Union.
Die mauretanische Militärregierung endete nach einer fairen Präsidentschaftswahl im Jahr 2007, bei welcher Sidi Ould Abdallahi gewählt wurde. Mauretaniens Mitgliedschaft in der Afrikanischen Union wurde nach den Wahlen 2007 wieder aufgenommen. Nachdem jedoch bekannt wurde, dass Abdallahi Kommunikation mit islamischen Hardlinern begonnen hatte, und man annahm, dass Verbindung mit al-Qaida bestand, und dass er öffentliche Gelder für den Bau einer Moschee im Palast verwendet hatte, wurde er 2008 durch einen Putsch gestürzt, welcher von Mitgliedern des Putschversuchs von 2005 angeführt wurde, woraufhin Mauretanien erneut aus der Afrikanischen Union ausgeschlossen wurde.